# Бад-Ішль
Бад-Ішль (нім. Bad Ischl) — місто в Австрії, у федеральній землі Верхня Австрія, бальнеологічний, грязьовий гірський курорт у лісовій зоні.

## Географія

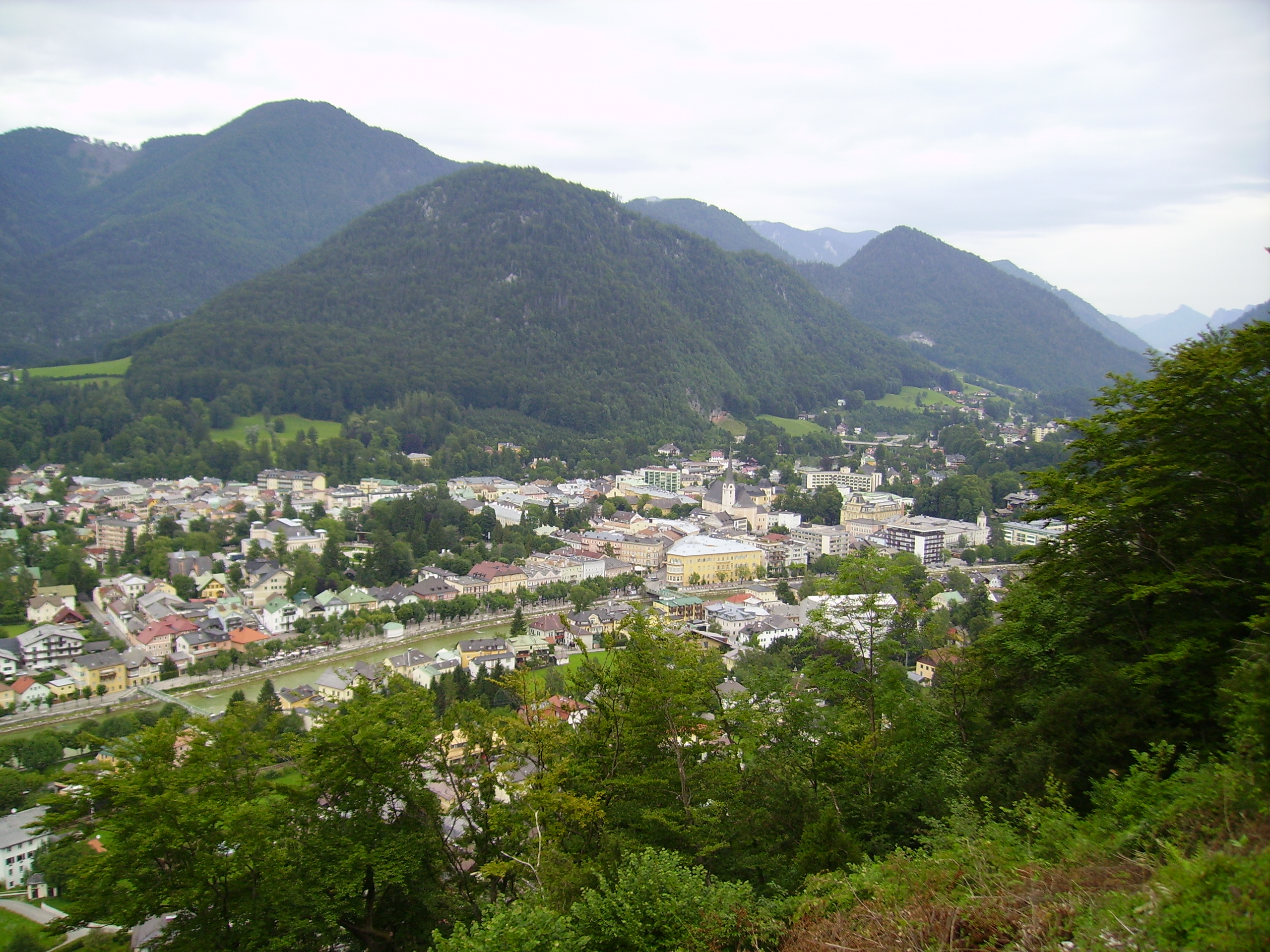
Вид з гори на Бад-Ішль.

Місто розташовано на березі річки Траун (права притока Дунаю) поблизу впадання до неї невеликої річки Ішль, у курортному районі Зальцкаммергут (нім. Salzkammergut — Комора солі), в центрі гірського масиву Східні Альпи, на висоті 469 метрів над рівнем моря.

### Курортні фактори
Сульфатні, хлоридні (27 г/л), натрієві та сульфідні (0,912 г/л) води використовуються для ванн та питного лікування при захворюваннях органів травлення, нервової системи та гінекологічних хворобах.
Мулові Сульфідні грязі застосовуються для аплікацій та обгортань.
У місті працюють спеціалізовані відділення для лікування дітей. Є курортна поліклініка з діагностичними можливостями.

## Клімат
| Кліматограма Бад-Ішль | Кліматограма Бад-Ішль | Кліматограма Бад-Ішль | Кліматограма Бад-Ішль | Кліматограма Бад-Ішль | Кліматограма Бад-Ішль | Кліматограма Бад-Ішль | Кліматограма Бад-Ішль | Кліматограма Бад-Ішль | Кліматограма Бад-Ішль | Кліматограма Бад-Ішль | Кліматограма Бад-Ішль |
| --- | --------------------- | --------------------- | --------------------- | --------------------- | --------------------- | --------------------- | --------------------- | --------------------- | --------------------- | --------------------- | --------------------- |
| С | Л                     | Б                     | К                     | Т                     | Ч                     | Л                     | С                     | В                     | Ж                     | Л                     | Г                     |
| 119 2 −4 | 110 5 −3              | 151 9 0               | 110 15 4              | 148 20 8              | 189 22 11             | 223 25 13             | 202 24 13             | 164 19 10             | 106 15 6              | 124 8 1               | 135 3 −3              |
| Середня макс. і мін. температури повітря (°C) Атмосферні опади (мм), за рік : 1781 мм. Джерело: Бад-Ішль «ZAMG Klimamittelwerte 1981 - 2010» (нім.) |                       |                       |                       |                       |                       |                       |                       |                       |                       |                       |                       |

## Історія

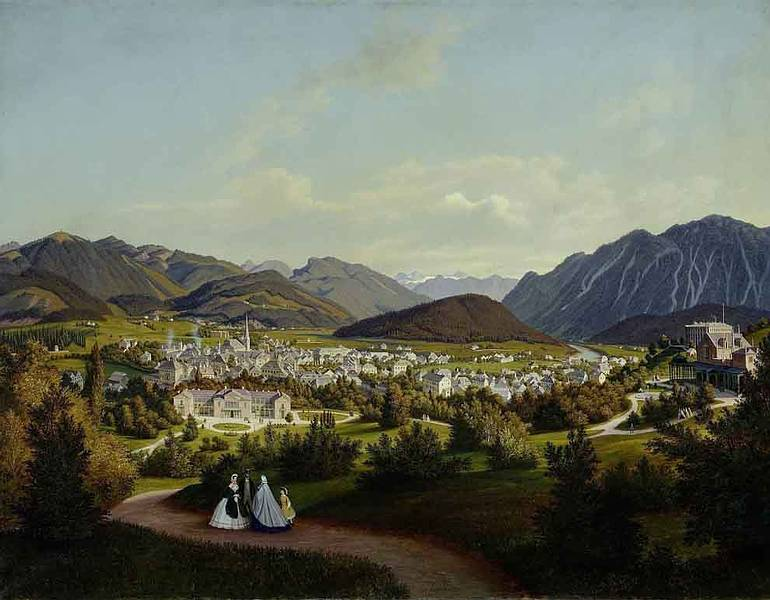
Губерт Саттлер. Вид на Бад-Ішль із саду імператорської вілли. Олія, 1863

Спочатку Бад-Ішль був центром торгівлі сіллю, яку розробляли у багатьох копальнях у регіоні навколо міста.
Маленьке провінційне містечко почало перетворюватись на популярний курорт з1823 року. У ті часи мінеральні ванни влаштовувались на морському узбережжі. Місцеві лікарі, дослідивши склад джерел, дійшли висновку, що мінеральний склад дуже схожий на морську воду, а більш висока мінералізація сприятиме більшому лікувальному ефекту.
Загальне визнання прийшло до Бад-Ішлю 1827 року, коли став відомим факт успішного зцілення від безпліддя подружньої пари Габсбурґів — ерцгерцога Карла та ерцгерцогині Софі (після лікування в родині з'явилося на світ чотири сини).
1849 року курорт вперше відвідав цісар Франц Йосиф I, тут же відбулася його зустріч із майбутньою дружиною Елізабет (Сісі), а в 1853 році — їхні заручини. З 1875 до 1914 року літньою офіційною резиденцією для подружжя була «Кайзервілла».
Багато знаменитостей, дворяни, державні діячі та митці приїжджали тоді до Ішлю. Композитор Франц Легар тут написав 24 оперети.
1920 року Бад-Ішль було оголошено лікувальним курортом.

## Персоналії
- Гельмут Бергер (1944—2023) — австрійський актор.

## Міста-побратими
- Геделле (Угорщина)
- Опатія (Хорватія)
- Сараєво (Боснія і Герцеговина)

## Пам'ятки
- Вілла Кайзера — колишня літня резиденція родини цісаря Франца Йосифа та його дружини Єлизавети.
- Мармуровий замок — нині фотомузей.
- Вілла Леґара — раніше резиденція знаменитого композитора оперет Франца Леґара.
- Музей міста Бад-Ішль — краєзнавчий музей. Представлено інформацію про історію видобутку солі, етнографію тощо.
- Музей технології — представляє всі види транспорту.
- Гора Катрін (1542 м) з канатною дорогою — з видом на озера всього району, вершину гори Дахштайн (3000 м) та його льодовики.